# Aclopinae
Aclopinae zijn een onderfamilie van kevers uit de familie van de bladsprietkevers (Scarabaeidae).

## Taxonomie
De volgende taxa zijn bij de onderfamilie ingedeeld:
- Geslachtengroep Aclopini Blanchard, 1850
  - Geslacht Aclopus Erichson, 1835
  - Geslacht Desertaclopus Ocampo & Mondaca, 2012
  - Geslacht Gracilaclopus Ocampo & Mondaca, 2012
  - Geslacht Neophaenognatha Allsopp, 1983
  - Geslacht  † Cretaclopus
  - Geslacht  † Juraclopus
  - Geslacht  † Prophaenognatha
- Geslachtengroep  † Holcorobeini Nikolajev, 1992
  - Geslacht  † Antemnacrassa
  - Geslacht  † Holcorobeus Nikritin, 1977
    - = Antemnacrassa Gomez Pallerola 1979

  - Geslacht  † Mesaclopus
  - Geslacht  † Mongolrobeus
- Geslachtengroep Phaenognathini Iablokoff-Khnzorian, 1977
  - Geslacht Phaenognatha Hope, 1842